# Brendan Greene

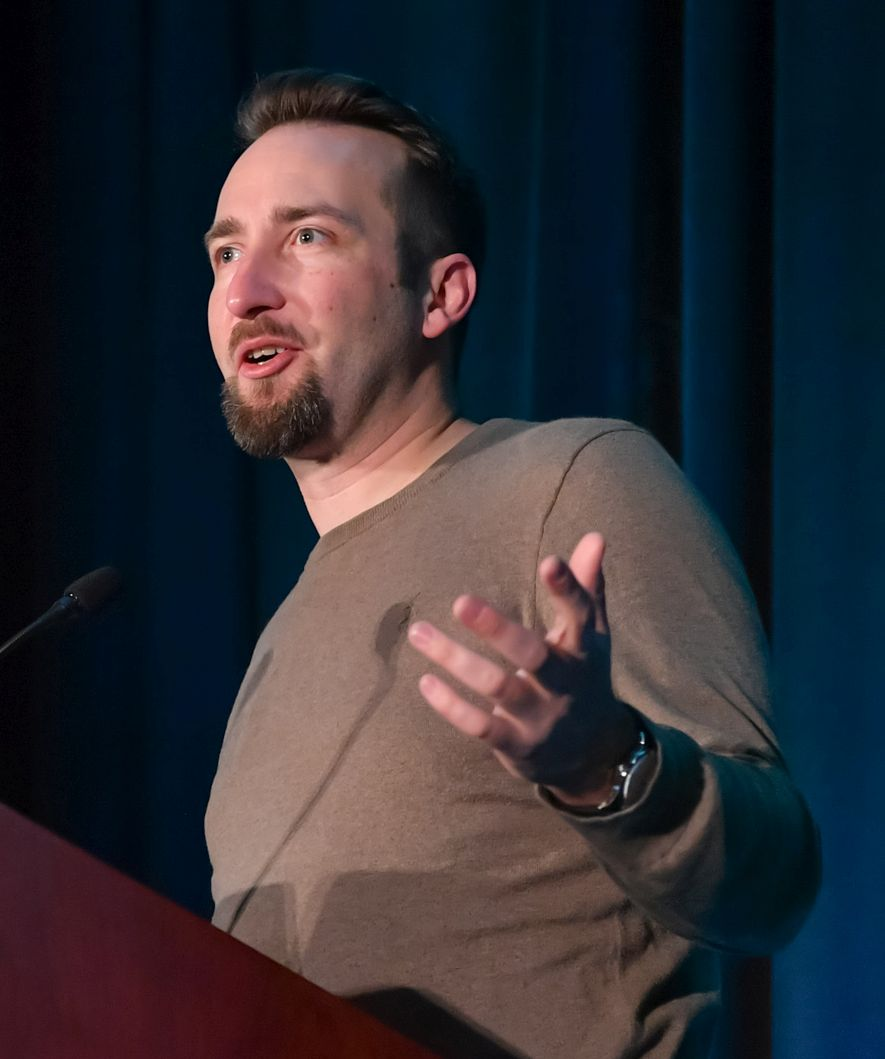
Brendan Greene

Brendan Greene (auch als PlayerUnknown bekannt, * 1976 in Ballyshannon, Irland) ist ein irischer Game Designer und früherer DJ.

## Werdegang
Erste größere Aufmerksamkeit erlangte er 2011 durch die Entwicklung von Battle Royale, einer Mod für Arma 2 und zwei Jahre später für Arma 3. Sein Durchbruch gelang ihm als Chefentwickler des Action-Shooters PlayerUnknown’s Battlegrounds. Greene lebte und arbeitete in Südkorea als Creative Director für das interne Studio PUBG Corporation, welches zu der dort ansässigen Firma Bluehole gehört. Er wird als „Vater des Battle-Royale-Genres“ in der Spieleszene angesehen. Anfang 2019 kündigte Greene an, die Entwicklung von PlayerUnknown’s Battlegrounds verlassen und sich wieder neuen Projekten widmen zu wollen. Seit März 2019 ist Greene Entwicklungsleiter des in Amsterdam ansässigen, neugegründeten Studios PUBG Special Projects, welches eine Unterabteilung der PUBG Corporation darstellt und sich mit neuen Erfahrungen im Mehrspieler-Bereich beschäftigt.